# Carlyle Blackwell
Carlyle Blackwell (Troy, 20 de janeiro de 1884 – Miami, 17 de junho de 1955) foi um ator, diretor e produtor norte-americano da era do cinema mudo.

## Filmografia

### Primeiros filmes
- Uncle Tom's Cabin (1910)
- On Her Doorsteps (1910)
- "Doctor Cupid" (1911)
- Slim Jim's Last Chance (1911)
- The Wasp (1911)

### Como diretor
- Chasing the Smuggler (1914) - Seu primeiro filme como diretor
- The Man Who Could Not Lose (1914)
- The Good for Nothing (1917)
- Leap to Fame (1918)
- His Royal Highness (1918)
- Beyond the Cities (1930)
- Bedrock (1930)

### Como produtor
- The Lodger (1927)
- Blighty (1927)
- One of the Best (1927)
- The Rolling Road (1928)
- Bedrock (1930)
- Beyond the Cities (1930)